# Dívčice
Dívčice (en allemand : Diwtschitz) est une commune du district de České Budějovice, dans la région de Bohême-du-Sud, en République tchèque. Sa population s'élevait à 596 habitants en 2023.

## Géographie
Dívčice se trouve à 11 km à l'est-sud-est de Vodňany, à 20 km au nord-ouest de České Budějovice et à 109 km au sud de Prague.
La commune est limitée par Dříteň au nord, par Nákří, Olešník et Mydlovary à l'est, par Pištín et Sedlec au sud, et par Malovice à l'ouest.

## Histoire
La première mention écrite du village date de 1358.

## Galerie

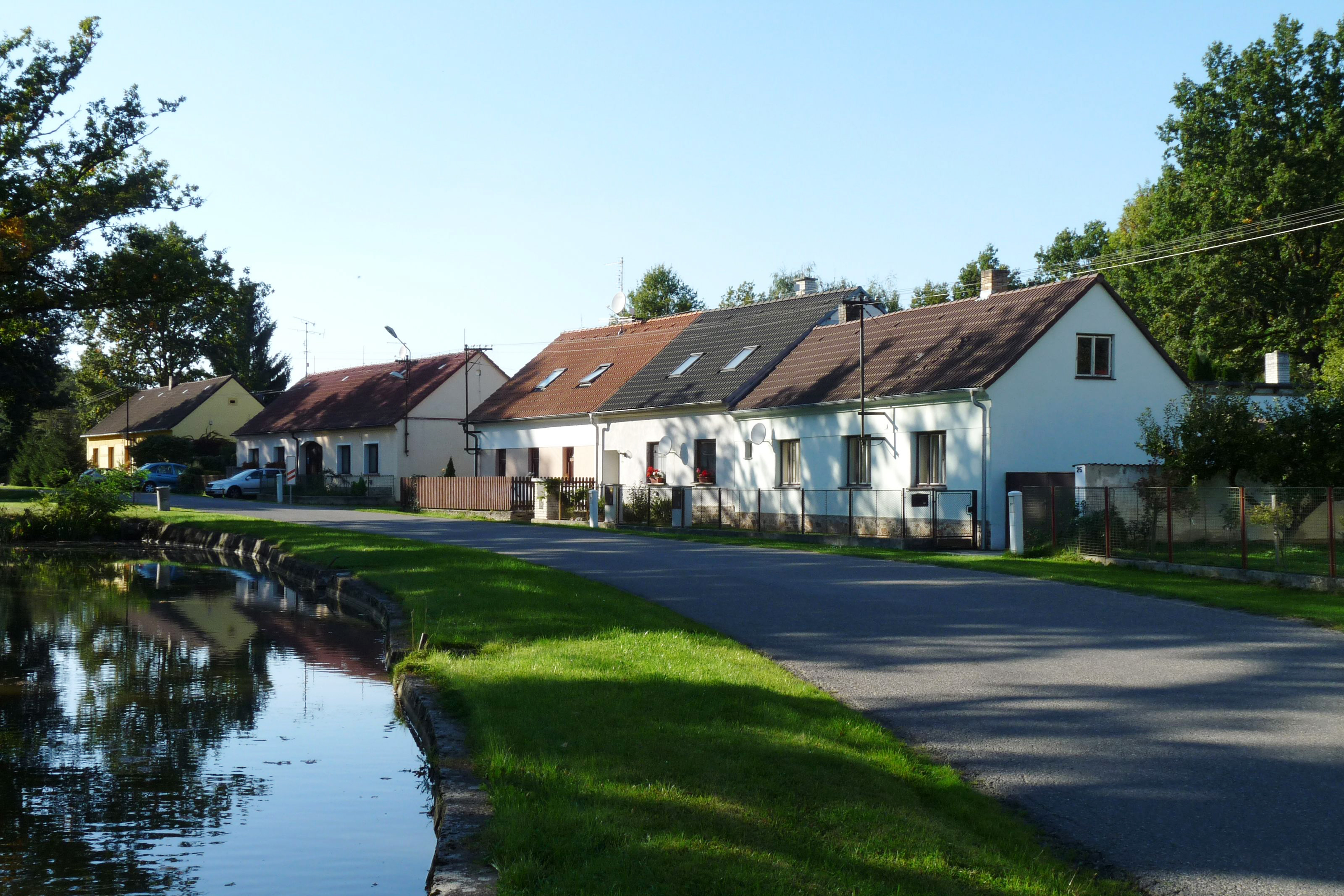
Dubenec.
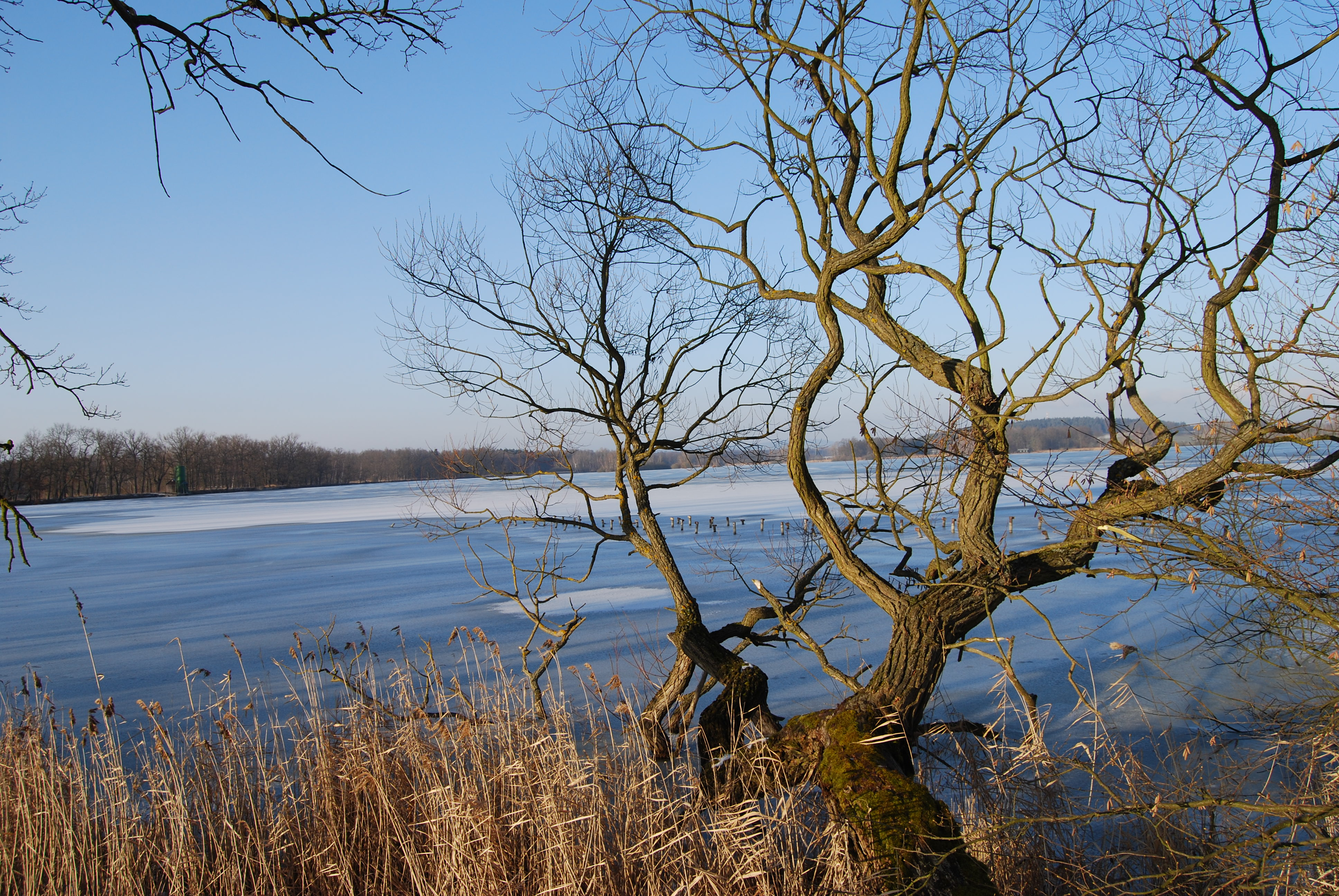
Étang de Blatec.

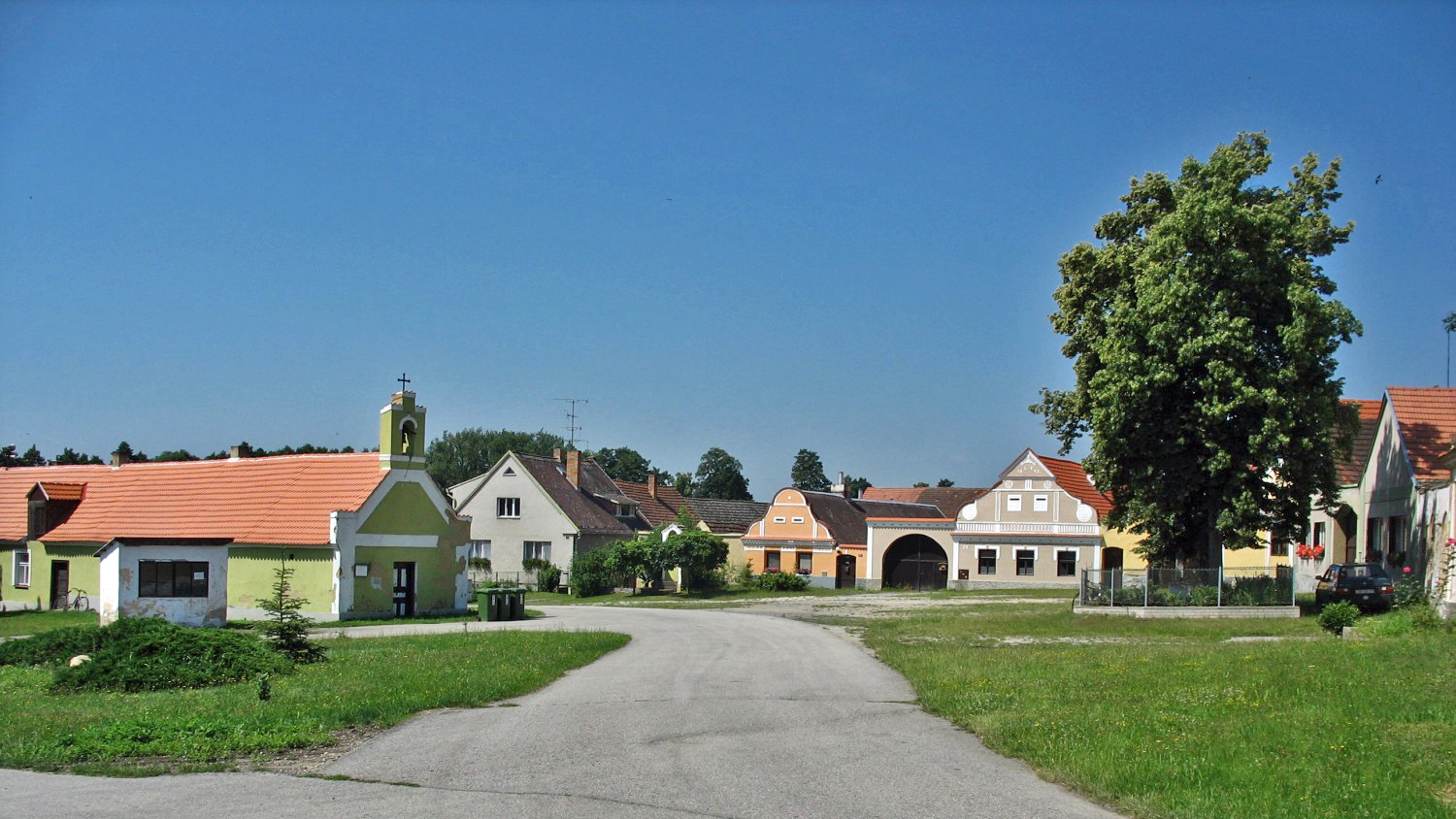
Zbudov.

## Transports
Par la route, Dívčice se trouve à 12 km de Vodňany, à 22 km de České Budějovice et à 137 km de Prague.